# 동공확대
동공확대(영어: mydriasis) 또는 산동(散瞳)은 질병이나 약물, 외상 등으로 인해 동공이 지나치게 확대되는 현상이다. 동공은 원래 어두울 때 커지고 빛을 받으면 작아지는 무조건반사를 하지만(동공반응), 산동은 눈부신 빛 아래에서도 동공이 커져 있는 상태다. 흔히 "눈이 풀렸다"고 말하는 상태이다.

## 같이 보기
- 동공수축
- 동공 반응(pupillary response)
- 동공 빛 반사(pupillary light reflex)